# 瑞典政府
瑞典王國政府（瑞典語：Konungariket Sveriges regering）是瑞典的最高行政機構，由首相（由议会议长任命）和他任命的內閣成員組成。政府須向立法機關（議會）負責。1974 年的《政府组织法》實施後，君主不再屬於行政機構，也不是行政或立法的一份子。

## 历史
当前政府是根据 1974 年的政府组织法组建的，但瑞典政府的历史可以追溯至 12 世纪时的瑞典枢密院。枢密院一直履行政府职能，直到 1789 年国王古斯塔夫三世在议会通过《联邦与安全法》后废除了它。1809 年，新的《政府组织法》通过，从而建立了目前政府的前身——国务委员会。

## 政府首腦
瑞典首相是瑞典的政府首腦。現任首相為社会民主党领袖玛格达莱娜·安德松，於2021年就任。

## 政府部門
- 政府部門 （瑞典語：Regeringskansliet）[1]
  - 首相辦公室（瑞典語：Statsrådsberedningen）
  - 司法部 （瑞典語：Justitiedepartementet）
  - 外交部 （瑞典語：Utrikesdepartementet）
  - 國防部 （瑞典語：Försvarsdepartementet）
  - 社會部 （瑞典語：Socialdepartementet）
  - 財政部 （瑞典語：Finansdepartementet）
  - 教育部 （瑞典語：Utbildningsdepartementet）
  - 農業部 （瑞典語：Jordbruksdepartementet）
  - 環保部 （瑞典語：Miljödepartementet）
  - 工商部 （瑞典語：Näringsdepartementet）
  - 融合平等事務部 （瑞典語：Integrations- och jämställdhetsdepartementet）
  - 文化部 （瑞典語：Kulturdepartementet）
  - 就業部 （瑞典語：Arbetsmarknadsdepartementet）
- 其他部門：
  - 瑞典政府行政部 （瑞典語：Förvaltningsavdelningen）
  - 駐歐洲聯盟代表 （瑞典語：EU-representationen）

## 外部連結
- 瑞典政府 （页面存档备份，存于）